# Per Westman
Petrus (Per) Westman (i riksdagen kallad Westman i Rossvik), född 21 november 1841 i Nora församling, Västernorrlands län, död där 3 augusti 1897, var en svensk  hemmansägare och politiker.
Westman var ledamot av riksdagens andra kammare 1878–1883, invald i Boteå, Säbrå, Nora och Gudmundrå tingslags valkrets i Västernorrlands län.. Han skrev tre egna motioner om eftergift av kronans rätt till danaarv samt om avskaffande av markegångsdeputerades edgång.